# Chroustovice
Chroustovice är en köping i Tjeckien.   Den ligger i regionen Pardubice, i den centrala delen av landet, 110 km öster om huvudstaden Prag. Chroustovice ligger 258 meter över havet och antalet invånare är 1 208.
Terrängen runt Chroustovice är huvudsakligen platt, men åt sydost är den kuperad.Runt Chroustovice är det ganska glesbefolkat, med 43 invånare per kvadratkilometer. Närmaste större samhälle är Pardubice, 18,0 km nordväst om Chroustovice. Trakten runt Chroustovice består till största delen av jordbruksmark.